# Rateta, rateta
Rateta, ratetaés una pel·lícula catalana dirigida per Francesc Bellmunt, estrenada l'any 1990. Basat en el conte popular infantil català La rateta que escombrava l'escaleta, el film narra les aventures de la Montserrat (Mercè Pons), una noia d'un poble del Pirineu que escombrant el Casal troba un número premiat de la loteria i se'n va a viure la bona vida a Barcelona. Tres amants metafòrics, el ruc (Gerard Quintana), el porc (Juan Echanove) i el gat (Hermann Bonnín) la sedueixen, cadascun amb una droga (marihuana, cocaïna i heroïna) però serà el xicot que la festejava al poble (Pere Ponce), amb l'ajuda de la tieta Nuri (Rosa Maria Sardà), qui li demostrarà que l'amor fidel del ratolí és el que la farà feliç de debò.